# Konstantin Alexandrowitsch Posse
Konstantin Alexandrowitsch Posse (russisch Константин Александрович Поссе, * 16. Oktoberjul. / 28. Oktober 1847greg. in Petrowskoje, heute Oblast Nowgorod, Russisches Kaiserreich; † 24. August 1928  in Leningrad) war ein deutschstämmiger russischer Mathematiker.

## Leben
Posse studierte ab 1868 Mathematik an der Universität Sankt Petersburg, schloss das Studium 1873 ab und wurde 1882 bei Pafnuti Tschebyschow mit einer Arbeit über Omegafunktionen von zwei Variablen promoviert. 1883 wurde er außerordentlicher und 1886 ordentlicher Professor an der Universität Sankt Petersburg. Er war dort bis zu seinem Tod 1928 tätig. Sein Hauptarbeitsgebiete waren die Analysis und Funktionentheorie. Er verfasste mehrere Lehrbücher zur Differential- und Integralrechnung.
Am 3. Dezember 1916 wurde Posse zum Ehrenmitglied der Russischen Akademie der Wissenschaften in St. Petersburg gewählt. Der Leningrader Physikalisch-Mathematischen Gesellschaft gehörte er ebenfalls als Ehrenmitglied an.
Zu seinen bekannten Schülern zählten Weniamin Kagan und Dmitri Morduchai-Boltowskoi.